# Goko (Tangaye)
Pour les articles homonymes, voir Goko.
Goko est une localité située dans le département de Tangaye de la province du Yatenga dans la région Nord au Burkina Faso.

## Géographie
Relativement enclavé dans la région, Goko se trouve à environ 20 km au nord-ouest de Tangaye, le chef-lieu du département, à 8 km au nord de Pella-Tibitiguia et à 20 km au nord-ouest du centre de Ouahigouya. Le village se trouve à 9 km au sud-ouest de la route nationale 2.

## Santé et éducation
Le centre de soins le plus proche de Goko est le centre de santé et de promotion sociale (CSPS) de Pella-Tibitiguia tandis que le centre hospitalier régional (CHR) se trouve à Ouahigouya.